# Ernest Terpiłowski
Ernest Terpiłowski (Brzeg Dolny, 14 settembre 2001) è un calciatore polacco, attaccante del Polonia Varsavia.

## Statistiche

### Presenze e reti nei club
Statistiche aggiornate al 26 settembre 2023.
| Stagione                  | Squadra                   | Campionato                | Campionato | Campionato | Coppe nazionali | Coppe nazionali | Coppe nazionali | Coppe continentali | Coppe continentali | Coppe continentali | Altre coppe | Altre coppe | Altre coppe | Totale | Totale |
| Stagione                  | Squadra                   | Comp                      | Pres       | Reti       | Comp            | Pres            | Reti            | Comp               | Pres               | Reti               | Comp        | Pres        | Reti        | Pres   | Reti   |
| ------------------------- | ------------------------- | ------------------------- | ---------- | ---------- | --------------- | --------------- | --------------- | ------------------ | ------------------ | ------------------ | ----------- | ----------- | ----------- | ------ | ------ |
| gen.-giu. 2018            | Lechia Dzierżoniów        | 3L                        | 8          | 0          | CP              | -               | -               | -                  | -                  | -                  | -           | -           | -           | 8      | 0      |
| 2018-2019                 | Lechia Dzierżoniów        | 3L                        | 19         | 1          | CP              | 1               | 0               | -                  | -                  | -                  | -           | -           | -           | 20     | 1      |
| Totale Lechia Dzierżoniów | Totale Lechia Dzierżoniów | Totale Lechia Dzierżoniów | 27         | 1          |                 | 1               | 0               |                    | -                  | -                  |             | -           | -           | 28     | 1      |
| 2019-2020                 | Nieciecza                 | 1L                        | 9          | 0          | CP              | 1               | 0               | -                  | -                  | -                  | -           | -           | -           | 10     | 0      |
| 2020-2021                 | Górnik Polkowice          | 2L                        | 33         | 8          | CP              | 1               | 0               | -                  | -                  | -                  | -           | -           | -           | 34     | 8      |
| 2021-gen. 2022            | Nieciecza                 | EK                        | 11         | 1          | CP              | 1               | 0               | -                  | -                  | -                  | -           | -           | -           | 12     | 1      |
| Totale Nieciecza          | Totale Nieciecza          | Totale Nieciecza          | 20         | 1          |                 | 2               | 0               |                    | -                  | -                  |             | -           | -           | 22     | 1      |
| gen.-giu. 2022            | Widzew Łódź               | 1L                        | 13         | 2          | CP              | -               | -               | -                  | -                  | -                  | -           | -           | -           | 13     | 2      |
| 2022-2023                 | Widzew Łódź               | EK                        | 25         | 3          | CP              | 0               | 0               | -                  | -                  | -                  | -           | -           | -           | 25     | 3      |
| 2023-2024                 | Widzew Łódź               | EK                        | 8          | 1          | CP              | 1               | 0               | -                  | -                  | -                  | -           | -           | -           | 9      | 1      |
| Totale Widzew Łódź        | Totale Widzew Łódź        | Totale Widzew Łódź        | 46         | 6          |                 | 1               | 0               |                    | -                  | -                  |             | -           | -           | 47     | 6      |
| Totale carriera           | Totale carriera           | Totale carriera           | 126        | 16         |                 | 5               | 0               |                    | -                  | -                  |             | -           | -           | 131    | 16     |